# Claude Fauchet (abbé)

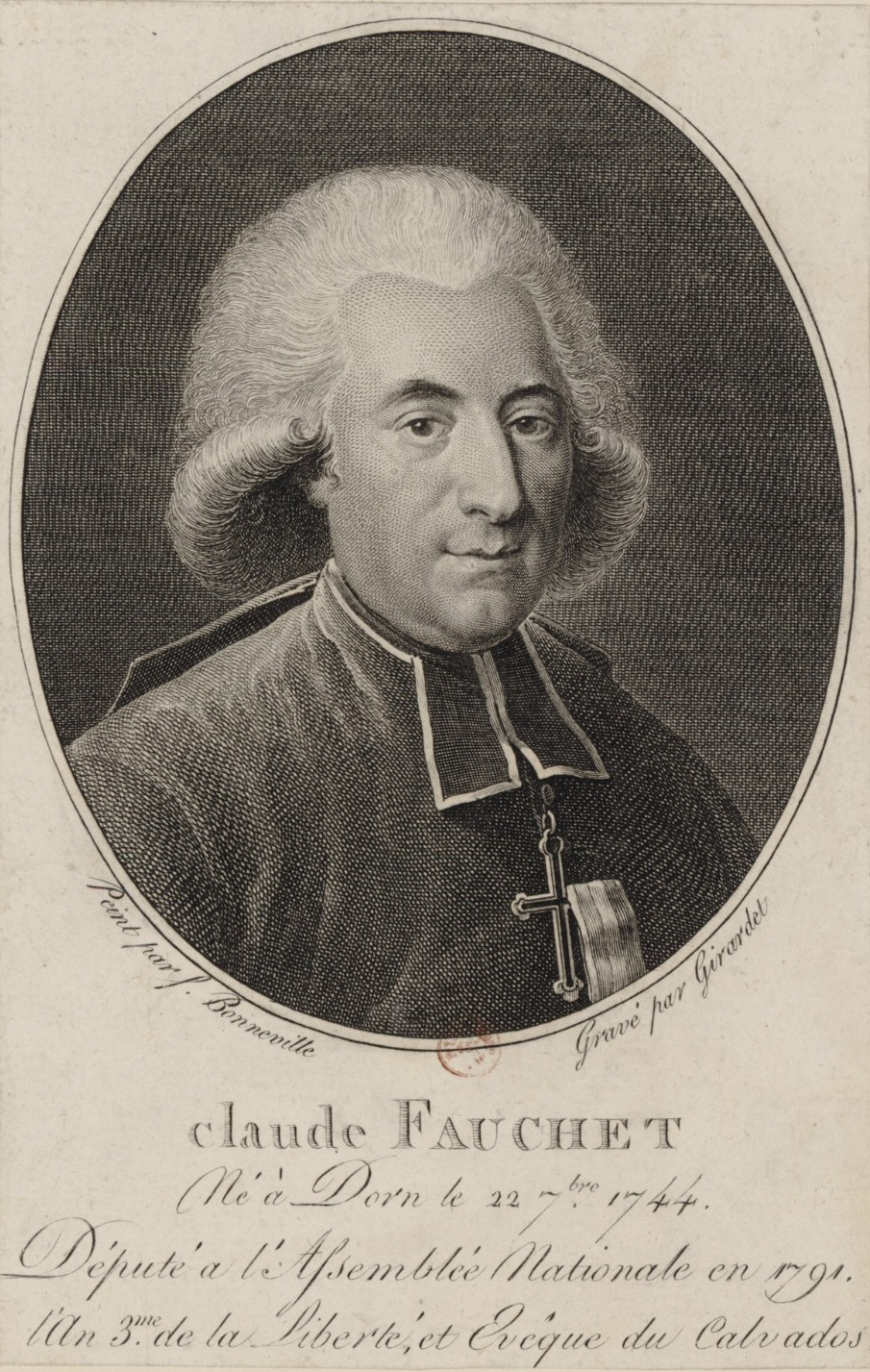
Claude Fauchet.

Claude Fauchet, född 22 september 1744, död 31 oktober 1793, var en fransk abbé och politiker.
Fauchet var ursprungligen präst och anslöt sig med iver till franska revolutionen. Han vann genom sin vältaligheter ett visst inflytande i kommunen och Société des amis de la vérité. Varm religiositet parade sig hos Fauchet med ultraradikala åskådningar på ett sätt som sällan förekom i samtiden. År 1791 blev han biskop i Calvados och invaldes samma år i lagstiftande församlingen samt 1792 i konventet. Han stod här gironden nära och drogs med i dess fall och avrättades.